# 科德萊亞

科德萊亞（羅馬尼亞語：Codlea，發音：[ˈkodle̯a]）是羅馬尼亞布拉索夫縣的城鎮，位於該國中部，距離縣府布拉索夫13公里，面積125.2平方公里，海拔高度559米，2009年人口24,644，大多數居民信奉東正教。

## 外部連結
- Codlea - Official site
- Codlea - www.info-codlea
- （德文）Zeiden - site from Gert Liess* （德文）www.zeiden.de（页面存档备份，存于）
- （德文）www.siebenbuerger.de （页面存档备份，存于）